# Tuxtla Gutiérrez
Tuxtla Gutiérrez är en stad i sydöstra Mexiko och är huvudstad i delstaten Chiapas samt i kommunen med samma namn. Befolkningen uppgår till cirka 580 000 invånare. Storstadsområdet, Zona Metropolitana de Tuxtla Gutiérrez, har cirka 740 000 invånare och omfattar även grannkommunerna Berriozábal och Chiapa de Corzo.
I närheten av staden finns mayaruinerna Bonampak och Yaxchilán.